# ベンジャミン・マカロック
ベンジャミン・マカロック（Benjamin McCulloch、1811年11月11日-1852年3月7日）は、テキサス革命の軍人であり、テキサス・レンジャー、連邦保安官を務め、南北戦争では南軍の将軍だった。ピーリッジの戦いで戦死した。

## 初期の経歴
マカロックは1811年11月11日にテネシー州ラザフォード郡で、アレクサンダー・マカロックとフランシス・フィッシャー・ルノワール夫妻の12人の子供のうち四男として生まれた。父はイェール大学の出身であり、1813年と1814年のアラバマ州におけるクリーク戦争のときジョン・カフィー准将の参謀士官だった（また明らかに1815年のニューオーリンズの戦いにも参戦した）。母はバージニア州の著名な農園主の娘だった。マカロック家はアメリカ独立以前はノースカロライナ州で裕福であり、政治的な影響力があり、社会的にも著名だったが、父のアレクサンダーがその相続財産の大半を費消してしまい、息子の教育すらできなくなった（マカロックの2人の兄はテネシー州の学校に短期間通い、隣人のサミュエル・ヒューストンに教えられた）。弟の1人はヘンリー・ユースタス・マカロックであり、やはり南軍の将軍になった。もう一人の弟アレクサンダーはメキシコにおける大尉としてテキサス革命に参加した。
マカロックは生涯結婚せず（常に家から長く離れていたからだと主張していた）、身長は約5フィート10インチ (178 cm)、ほっそりしていたが、明るい髪と輝く青い瞳を持っていたと表現されている。
マカロック家は辺境の多くの家族がそうであったように、自分達の意思あるいは必要に駆られて度々転居した。ノースカロライナ州から移動してマカロックが生まれてからの20年間で、東テネシー、アラバマ州、そしてまた東テネシー、最後は東テネシー州のダイアーズバーグに移動した。ダイアーズバーグでの近しい隣人にデイヴィッド・クロケットがおり、若いマカロックに大きな影響を与えた。
1834年、マカロックは西に向かった。セントルイスに到着したがその季節の山に向かった罠猟師達に加わるには遅すぎた。続いて、ラバ追いとしてニューメキシコのサンタフェに向かう運送隊に加わろうとしたが、人は足りていると言われた。マカロックはウィスコンシン州に移動し鉛鉱山を探したが、目ぼしい所は全て大きな鉱山会社に既に占められていた。1835年の秋、マカロックはテネシーに戻った。

## テキサスでの経歴
デイヴィッド・クロケットが1835年にテキサスに行った時（アメリカ合衆国下院議員3期目の選挙で落選した後）、マカロックは農業に倦んでおり冒険を求めて、弟のヘンリーと共にクロケットに付いていくことに決めた。彼らはクリスマスの日にテキサスのナカドーチェスでクロケットのテネシー・ボーイズに会う計画だった。しかし、マカロックが麻疹に罹り、数週間床に付いた。この兄弟はナカドーチェスに着いたのが遅すぎたが、サンアントニオまで進むことにした。この遅れのためにサンアントニオに着いたときはアラモ砦が既に落ちた後だった。
マカロックはテキサス東部に撤退するサミュエル・ヒューストン指揮下のテキサス軍に入った。1836年4月21日のサンジャシントの戦いでは、アイザック・N・モアランド大尉の砲兵中隊に付けられ、オハイオ州シンシナティの市民からテキサス人の救援に送られていた2門の6ポンド砲、「ツイン・シスターズ」の1門を指揮した。マカロックはメキシコ軍陣地にブドウ弾を効果的に使用し、中尉として戦場での任官を受けた。その従軍に対し、1836年4月18日以前の日付で320エーカー (1.3 km2) のテキサス報償第2473号を発行された。1839年にはサンジャシントの功績に対して、640エーカー (2.6 km2) の贈与証明書第776号も受け取った。
マカロックはその後ウィリアム・H・スミス大尉の騎兵中隊に付けられたが、テネンシー州に戻るために軍隊を離れた。数ヵ月後にはデイヴィッド・クロケットの息子であるロバート・クロケットの指揮で30名の志願兵中隊と共にテキサスに戻った。
マカロックは1838年までにテキサスのセガン地域社会周辺でテキサス共和国のための土地を測量する職に就いた。後にジョン・カフィ・"ジャック"・ヘイズ大尉の下で中尉としてテキサス・レンジャーズに入った。マカロックはインディアン・ファイターという評判を得て、規則のサーベルとカービン銃よりも散弾銃、拳銃とボウイナイフを好んだ。
マカロックは新しい名声のお陰で1839年にテキサス共和国議会議員に選出された。その選挙運動は議論の多いものであり、翌年リューベン・ロス大佐とのライフル銃での決闘に及び、その時に受けた傷が元で終生右腕が動かなかった。マカロックはそれで問題は終わったと考えていたが翌年に再燃し、この時は弟のヘンリーも巻き込んで、ヘンリーがロスを拳銃で殺した。
1842年、マカロックは測量任務に戻り、その合間に軍隊勤務を続けた。1840年8月12日のプラムクリークの戦いでは、コマンチェ族に対する斥候を務め、その後テキサス軍の右翼を指揮した。1842年2月、ラファエル・バスケス将軍のメキシコ軍襲撃隊がサンアントニオを取り巻いた時、マカロックはメキシコ軍をリオ・グランデ川の向こうに追い返す戦闘で活躍した。その年9月に再度、アドリアン・ウォール将軍が率いたメキシコ軍の襲撃でサンアントニオを占領したとき、マカロックはヘイズ大尉のレンジャーズのために斥候を務めた。その後、マカロックと弟のヘンリーは不成功に終わったソマーヴェル遠征に参加し、12月25日にタマウリパス州ミエルでテキサス人の大半が捕まえられる寸前に逃げ出すことができた。
ルイジアナ州からの志願兵だったサミュエル・リードはマカロックとそのレンジャー中隊のことを次のように表現した。

## 米墨戦争
1845年、テキサスがアメリカ合衆国の州になったことに伴い、マカロックはゴンザレス郡から初代テキサス州議会議員に選出された。1846年春、コロラド川から西のテキサス民兵全ての指揮官としてマカロックを少将に指名する法案が成立した。同じ年に米墨戦争が勃発し、ヘイズ大佐の第1テキサス志願騎兵連隊でA中隊となるレンジャーズの中隊を立ち上げ、この部隊は10日かそこらで250マイル (400 km) を常に移動できる能力で知られるようになった。マカロックはその後、ザカリー・テイラー将軍の下で少佐の位で斥候隊長に指名され、メキシコ北部での大胆な行動で国中に知られるようになった（その斥候中隊にはニューオーリンズの『ピカユーン』紙編集者ジョージ・ウィルキンス・ケンドールも入っていた）。この時までにマカロックはスペイン語に堪能となり、森の住人としての技量で前線の前後を見つからずに擦り抜けることもできるようになり、サンタ・アナのテントから1マイル (1.6 km) 以内まで接近したことも1度ならずあった。
モンテレーの戦いでは騎馬歩兵隊としてその斥候中隊を率い、ブエナ・ビスタの戦い前のその熟練した偵察によりテイラー軍の惨事を救った可能性がある。ブエナ・ビスタの後でアメリカ陸軍志願兵の少佐の階級に昇進した。
戦争が終わる時にマカロックはデイビッド・E・トゥイッグス少将に誘われたが、1849年にカリフォルニア・ゴールドラッシュに向かう者達に加わった。マカロックは金鉱を探り当てることは無かったが、サクラメントの保安官に選ばれた（昔の上官であるヘイズ大佐も同じ日にサンフランシスコの保安官に選ばれていた）。旧友であるサミュエル・ヒューストンやトマス・J・ラスクがどちらもアメリカ合衆国上院議員となっており、マカロックを辺境軍隊の連隊長に指名しようとしたが、正式な教育が無かったことが裏目になり、指名は無かった。1852年、フランクリン・ピアース大統領はマカロックに第2アメリカ騎兵隊長を約束したが、陸軍長官のジェファーソン・デイヴィスがその役職をアルバート・ジョンストンに渡した。
マカロックは1852年にテキサス州東地区の連邦保安官に指名され、ピアースとジェームズ・ブキャナン大統領の任期までその役職を務めた。しかし、マカロックは正式な軍隊教育の無さを意識して、実際にはその任期の大半をワシントンD.C.の図書館で軍事学を勉強して過ごした。1858年、ユタ準州のブリガム・ヤングとの交渉を行う休戦調停者の一人として（他にケンタッキー州元知事のラザラス・W・パウェルもいた）、マカロックはモルモン教徒とジョンストン将軍の指揮で軍隊を派遣していた連邦政府との間の戦争を避けるために貢献した。

## 南北戦争
テキサス州は1861年2月1日にアメリカ合衆国から脱退し、2月14日、マカロックはアメリカ連合国大統領ジェファーソン・デイヴィスから大佐の任官を受け、さらに「テキサス人に対してその州が任務を要求する時が今である」というコメントが付いていた。マカロックは州内の連邦軍事基地全てに対する降伏を要求する権限が与えられ、2月16日の朝、トゥイッグス将軍は夜の間に1,000名以上のテキサスの兵士がその施設を秩序正しく囲んでいるのを発見し、サンアントニオにある連邦資産全てをマカロックの手に渡した。この見返りにトゥイッグスの兵士達は害を与えられることなく州を離れることを認められた。5月11日デイヴィス大統領はマカロックを准将に指名したが、これは当時の任官としては第2位の階級であり、軍隊に当時従軍していなかった者としては最初の指名者となった。
マカロックはインディアン準州の司令官に据えられた。リトルロックに作戦本部を置きテキサス州、アーカンソー州およびルイジアナ州の連隊で西部軍の編成を始めた。ミズーリ州のスターリング・プライス将軍が上官になることに強く反対したが、アルバート・パイク准将の援助もあり、チェロキー族、チョクトー族およびクリーク族と南軍との同盟を結ぶことができた。
1861年8月10日、マカロックの部隊はまだお粗末な武装しかできていなかったが、ミズーリ州でのウィルソンズ・クリークの戦いでナサニエル・ライアン将軍の北軍を容易に破った。「我々は兵士1人あたり平均25発の弾丸しかなかった」とマカロックは報告しており、「スミス砦やバトンルージュ以外では何も無かった」と付け加えた。マカロックはプライスのミズーリ州部隊を評価しておらず、彼らは訓練が足りず、ほとんど無能で経験の無い政治家に指揮されており、お粗末な混ぜ合わせの武器や装備しか所有していないと言っていた。その5,000名ほどの部隊は徴兵期限が切れており、故郷に戻りたがっていた。アーカンソー州とミズーリ州派遣部隊の間の協業は脆いものであり、「2つの軍隊の間を繋ぐ真心はほとんど無かった。」マカロックはミズーリ部隊に対する信頼の無いまま、大胆な攻撃を行ってライアンの小さな軍隊を潰し、ミズーリ州を南軍に加える時に躊躇した。
マカロックとプライスの間の打ち続く確執によって、アール・ヴァン・ドーン少将が全軍の指揮を執るように指名されたが、ヘンリー・ヘスとブラクストン・ブラッグはその栄誉を辞退していた。ヴァン・ドーンがセントルイスに対する遠征を始めると、その戦略にマカロックは強く反対してもいたが、ヴァン・ドーンの作戦が成し遂げた小さな成功の大半にはここでもマカロックの偵察が貢献していた。
1862年3月7日のアーカンソー州におけるピーリッジの戦い（エルクホーン酒場の戦いとも呼ばれる）ではマカロックが南軍の右翼を指揮し、散々操軍を行った後で北軍の重要な砲兵陣地を突破した。しかし、北軍の抵抗はその朝遅くに強固になり、マカロックが敵陣地の偵察を行うために馬で前線に進んだ時、鞍の上で銃弾に当たり即死した。マカロックは常に軍隊の制服を嫌っておりその死の時は黒のベルベットの文民服にウェリントンの長靴を着けていた。マカロックを倒した銃弾は第36イリノイ歩兵連隊の狙撃兵ピーター・ペリカンのものだったとされている。
マカロック部隊の副指揮官で騎兵隊長でもあったジェイムズ・M・マッキントッシュ准将は、マカロックの遺体を回収するための攻撃で数分後に戦死した。ルイス・エベール大佐は同じ攻撃で捕獲され、指揮する者のいなくなった南軍は緩りと崩壊し撤退した。歴史家達は一般にピーリッジでの南軍の惨事とそれに続く無防備なアーカンソー州の喪失をマカロック将軍の早すぎた死に帰している。
マカロックの遺体はピーリッジの戦場に埋葬されたが、後に他の犠牲者達と共にリトルロックの墓地に移葬された。さらに後にオースティンのテキサス州立墓地に改葬された。墓碑はその墓地のレパブリックヒル地区N列第4号にある。マカロックの遺した文書はテキサス大学オースティン校のアメリカ歴史センター（以前はバーカー・テキサス歴史センター）に納められている。1856年に創られたテキサス州マカロック郡は現在のテキサス州の地理的中心に位置し、マカロックに因んで名付けられた。マカロックはテキサス州ウェーコ市にあるフィッシャー砦でテキサス・レンジャー殿堂に納められている30人の1人でもある。
ピーリッジの直ぐ後で、准将になっていたアルバート・パイクはインディアン準州の南部を守る南軍の主要施設としてマカロック砦を建設し、その指揮官の名前を付けた。それはブルー川南岸の崖の上にあり、現在はオクラホマ州ブライアン郡となっている。1971年にアメリカ合衆国国家歴史登録財に指定された。
キャンプ・ベン・マカロックはアメリカ連合国退役兵会のための再会場所として1896年にオースティンに設立され、退役兵会の後継である南軍の息子と娘達が所有する最後の場所でもある。そこは現在約200エーカー (0.88 km2) の公共レクリエーション施設となっており、テキサス州中部音楽祭の良く知られた開催場所となっている。
マカロックに付いてテキサスに行った家人が数人おり、その母は1886年にエリス郡のもう一人の兄弟ジョン・C・マカロックの家で死んだ。ジョンは南軍の大尉だった。母の遺骸は1938年にテキサス州が掘り出し、マカロック将軍の遺骸の側に改葬され、共同記念碑が建てられた。その他の兄弟はゴンザレスとウォーカー郡に住んでいた。